# 大攻者ナギ
『大攻者ナギ』（だいこうしゃナギ）は、加遠宏伸による漫画作品。講談社『別冊少年マガジン』2015年3月号に読み切り掲載の後、同年9月号から2016年5月号まで連載。

## あらすじ
エネルギー問題を一挙に解決する画期的な新鉱物「クリスタル」の発見は、それまでの世界情勢を大きく変化させる出来事であった。特にクリスタルが発する超重粒子（スーパーバリオン）は能力適正を持った人間の女性を通常の約20倍に巨大化して核攻撃すらも耐える強靭な肉体へ変化させることが明らかになり、この発見を機に世界各国は旧来のような戦争によらず国家代表として選ばれたクリスタルの力で巨大化した女性“大攻者”同士を1対1で闘わせて国家間の紛争を解決する大攻者戦（マグナカルタ）を実施することが国際条約で取り決められる。
八甲流少林拳師範・夕夜龍厳の一人娘で中学3年生の夕夜凪は、龍厳の一番弟子で3年ぶりに道場へ帰還した霧島翔太から日本代表の大攻者になって欲しいと要請される。翔太が3年前に何も言わず道場を去ったことに拗ねていた凪は要請を断ろうとしたが、翔太からの謝罪を受けて「1回だけ」と言う条件で要請を受け入れて大攻者になった。初戦では辛くも勝利を収めた凪であったが龍厳の悲願である八甲流少林拳再興、そして日本政府の意向など様々な思惑から大攻者を続けざるを得なくなる。そんな中、日本の格闘技界を影で支配する大日本武攻会から下された八百長に逆らったことで八甲流に対する事実上の制裁措置として、凪とAランク大攻者の鬼柳沙彪虎による公式演習が開催されることになった。

## 登場人物

### 八甲流少林拳
表向きは埼玉県の秩父地方にあるうらぶれた剣術の道場だが、その実態は少林寺拳法をベースに様々な中国武術の要素を取り入れた裏社会でも屈指の暗殺拳だった。しかし、現在では対立勢力との抗争に敗れて没落してしまっている。
夕夜 凪（ゆうや ナギ）
国籍： 日本 大攻者ランク：D（第4話時点）
主人公。中学3年生の15歳で、八甲流少林拳師範・夕夜龍厳の一人娘。本人は自覚していなかったが数万人に1人と言われる大攻者の適正を有しており、父の龍厳からは八甲流の再興と言う悲願のため大攻者戦での活躍を期待されている。しかし凪自身はそのことを知らされておらず、慕っていた兄弟子の霧島翔太が3年前に何も言わず道場を去ったことに拗ねていた。3年ぶりに道場へ帰還した翔太から大攻者になって欲しいと要請された際、初めは断ろうとしたが自分に何も言わず姿を消したことを謝罪されて「1回だけ」と言う条件で大攻者戦への出場を受諾する。初戦でAランクの対戦相手を撃破する大金星を挙げたことから国内外の様々な勢力にマークされるようになり、自分の意志で大攻者を辞める訳には行かなくなったが翔太と一緒にいられることと拳を交えた大攻者たちとの友情の芽生えもあり、次第に大攻者として闘うことに喜びを見出すようになっている。
能力強化（バースト）は、掌底から繰り出す衝撃で相手を吹き飛ばす「彗星」とその応用技の「炸透勁」で、最大出力は推定400万sbp（スーパーバリオンパワー）。
霧島 翔太（きりしま しょうた）
八甲流少林拳師範・夕夜龍厳の一番弟子で、凪にとっては兄弟子に当たる青年。3年前に師範の龍厳から凪が大攻者となった際の近接戦術指揮官（セコンド）を務められるよう修業を命じられ、凪にその事実を知らせないまま道場を後にした。道場へ戻って来てからは紆余曲折ありながらも大攻者となった凪のセコンドに就き、行動を共にしているが性格は朴念仁そのもので凪の恋愛感情を無意識に受け流してしまっているため周囲からもその鈍感ぶりに呆れられている。
凪のセコンドとなる前は指揮官養成校でセコンドの修練を積み、先に日本代表の大攻者となった鬼龍沙彪虎のセコンドを務めていた。
夕夜 龍厳（ゆうや りゅうげん）
凪の父で、八甲流少林拳師範。かつての八甲流拳法は裏社会で暗殺拳として名を馳せたが、対立勢力との抗争に敗れて没落してしまった。そのため、龍厳は一人娘の凪を大攻者として活躍させることにより流派を再興させることを悲願としている。

### 大日本武攻会と傘下の流派
大日本武攻会は日本の格闘技界を影から支配する組織で、実戦を目的とする格闘技の様々な流派を傘下に収めている。対フランス代表戦で武攻会が指示した八百長命令に凪と翔太が沿わなかったため、八甲流への制裁措置として凪と鬼柳沙彪虎の公式演習がセッティングされた。
鬼柳 沙彪虎（きりゅう さえこ）
国籍： 日本 大攻者ランク：A
表向きは古武道としての柔術だが裏では八甲流と同様に暗殺術として恐れられている鬼柳流柔術道場の娘で、複数いる日本代表の大攻者としてはトップクラスの実力を誇っている。凪が大攻者となる以前は翔太をセコンドに就けて各国代表との大攻者戦に臨んでいたが、大日本武攻会のセッティングにより八王子の旧ニュータウン居住放棄地区を舞台に凪と公式演習でぶつかり合う。
荒神 八坂（こうじん やさか）
翔太と指揮官養成校でセコンドの修練を積んだ同期生。流派は壱刀流。翔太を一方的にライバル視しているが、翔太の方からは余り気に留められていない。翔太の後任で沙彪虎のセコンドとなったのを機に、凪と沙彪虎の公式演習と並行して行われる銃火器使用可の無制限バトルロイヤルで翔太を見返してやろうと目論んでいる。
紬 天香（つむぎ てんこう）
凪と沙彪虎の公式演習を取り仕切るため大日本武攻会から派遣された進攻管理官。第一印象は人当たりの良い青年だが、何を考えているかわからない所があり龍厳からは警戒を向けられている。

### 各国の大攻者
アビゲイル・エドワーズ
国籍：  アメリカ合衆国 大攻者ランク：A
アメリカ合衆国海兵隊に所属するマーシャルアーツの使い手。凪の初戦の対戦相手で、東京の旧国際競技場解体工事中に発見されたクリスタル鉱脈の採掘権を賭けて対戦した。失恋した直後でいきり立っており、大攻者戦に慣れていない凪を苦戦に追いやったが逆転負けを喫した。セコンドはジョン・マクラクラン大尉。
能力強化（バースト）は空中から決める踵落としの「ホークスクロウ」で、最大出力は推定70万sbp（スーパーバリオンパワー）。
ヤスミン・パスチーネ・サイトウ
国籍： ブラジル 大攻者ランク：A
18歳。ブラジリアン柔術とカポエイラをミックスしたスタイルで戦う。日本とブラジルの貿易摩擦により、関税率を賭けてリオデジャネイロの新競技場建設予定地で対戦した。セコンドはソフィア・パスチーネ・サイトウ。
能力強化（バースト）は反射速度と瞬発力を短時間だけ引き上げる「雷鳴のサンバ」で、これに加えて秒間10万sbp（スーパーバリオンパワー）の対消滅エネルギーを対戦相手に注入して衝撃を与える超重粒子固有能力（バーストスキル）の「電気ウナギ」を奥の手として持つ。
マリー・テレーズ・シャルロット・サブレ
国籍： フランス 大攻者ランク：B
サファーデの蹴り技を主体としたスタイルで戦う、日本製のゴスロリ衣装がお気に入りの14歳。廃棄物処理受け入れ要求を賭けてオマハ海岸で凪と対戦した。セコンドはラファル。
テンプル騎士団以来の伝統を持つサブレ家の再興を賭けてフランス代表の大攻者となったが、Dランクで実戦経験の浅い凪との対戦がセッティングされた裏では武攻会が糸を引いており本来は八百長で凪が負ける予定であった。当初から凪との大攻者戦が八百長であることを知らされていたマリーは凪と本気で戦おうとしなかったが、事情を察知した凪の本気で放った拳を受け止めて正々堂々と対戦し、能力強化「炸透勁」を受けて轟沈した。
超重粒子固有能力（バーストスキル）「ミズスマシ」により、水上でも歩くことが出来る。能力強化（バースト）は両拳で相手のこめかみを一気に殴り付ける「断頭台」。

### その他の人物
長槍 想菜（ながやり そうな）
翔太の直属の上司に当たる内閣大攻者調査室付進攻管理官のキャリアウーマン。部下である翔太のセコンドとしての能力の高さと判断の適格性を評価している反面、度を越した真面目ぶりに呆れている。

## 用語
大攻者（だいこうしゃ）
国際条約に基づき各国間の紛争を解決する全権代表として1対1で対戦する、新鉱物「クリスタル」から発せられる超重粒子の力で通常の20倍に巨大化した女性のこと。各国代表は必ず1人と言う訳ではないらしく、少なくとも日本は2名以上の大攻者を擁している。
大攻者戦（マグナカルタ）
国家間の紛争解決手段として、各国代表の大攻者同士が国際条約に則って行う公式戦。特に、発見された場合は例外無く国連の管理下に置かれるクリスタルの優先採掘権を賭けて行われることが多い。大攻者状態が解けて通常サイズに戻った場合はKO負けとなる。
近接戦術指揮官（セコンド）
大攻者戦に際して大攻者の至近距離から指示を出す役割で、必ず1名配置することになっている。多くの大攻者は超重粒子で巨大化することが出来ない男性をセコンドに就けているが、ヤスミンのように女性のセコンドを就けているケースも見られる。
超重粒子（スーパーバリオン）
クリスタルを錬成して作られた結晶体から発せられる大攻者のエネルギー源。左耳に装着し対戦中のヒットポイントとして機能する「フュエルジェム」と、能力強化（バースト）の発動時に使用するジェムをはめ込んだフィンガーレスグローブの「バトルジェム」がある。

## 書誌情報
- 加遠宏伸 『大攻者ナギ』 講談社〈講談社コミックスマガジン〉、全2巻
  1. 2015年12月9日初版発行（同日発売[3]）、ISBN 978-4-06-395556-9
  2. 2016年5月9日初版発行（同日発売[4]）、ISBN 978-4-06-395659-7

## 読み切り版
『別冊少年マガジン』2015年3月号掲載。読み切り版の基本設定は連載版と概ね共通しているが、凪の年齢は連載版よりも1歳上の16歳（高校1年生）とされており、ストーリー上は連載版と直接のつながりは無い。

### 読み切り版の大攻者
スターリナ
国籍： ソビエト連邦 大攻者ランク：A
作中の世界観では存続しているソビエト連邦代表の大攻者で、かつての書記長であるヨシフ・スターリンの曾孫。小樽の旧市街で発見されたクリスタルの採掘権を賭けて凪と対戦する。流派はソ連軍の軍隊格闘術・システマで、セコンドは付けていない。
クシャトリア・ガンディー
国籍： インド 大攻者ランク：？
スターリナとの初戦を制した凪を挑発するためヘリコプターで飛来したインド代表の大攻者。作中では凪と直接対戦していないので流派は不明。